# Mijat Budisavljević
Mijat plemeniti Budisavljević, (Pećane, 1756. – 19. lipnja 1844.) bio je hrvatski graničar, bojnik i austrijski plemić. Iz ugledne je ličke obitelji Budisavljević.

## Životopis
Žena mu se zvala Jeka (Jelena), a jedan od poznatijih sinova im je bio Bude Budisavljević. Poznatiji unuci su mu bili, Budin sin, Aleksandar Leko Budisavljević, autor knjige Pleme Budisavljevića u Gornjoj Krajini i svećenik Jovan Budisavljević, sin najmlađeg Mijatovog sina Daneta. Prijedlog o dodjeli plemstva bojniku Mijatu Budisavljeviću sastavljen je 1823. godine. U prijedlogu se ističu njegove zasluge: znanje, odanost i privrženost carskoj kući. U uvodu se daju i osnovni podatci o njegovoj vojnoj karijeri, počev od 1. svibnja 1775. kad je stupio u Ličku graničarsku regimentu, zatim o vojnom školovanju i napredovanju u vojnoj službi do čina bojnika. Bojnik Mijat umirovljen je 1. ožujka 1820., poslije 41 godine službe.
U obrazloženju dodjele grba i plemstva navode se brojni ratni pohodi (1788., 1789., 1790., zatim oni od 1796., 1797., 1799. i 1800., i konačno oni tijekom 1805., 1809., 1813., 1814. i 1815.) u kojima je sudjelovao na veliko zadovoljstvo krune i nadređenih. Zbog čestog ratovanja rijetko kada je bio kod kuće. Monarhija se trudila zaposliti vojsku i odatle izvući korist. Tadašnji ratni pohodi nisu tada nazivani ratovima nego kampanjama. Posebno se ističe njegov doprinos tijekom opsade u Zadru, kao i pri osvajanju utvrde Španjole u Herceg Novom 1797. godine. Nakon pada Mletačke Republike Austrija je požurila prije Napoleona zauzeti Boku. Zato su graničari, pod zapovjedništvom Matije Rukavine, krenuli iz Otočca, zauzeli Knin i zatim Split, gdje su se ukrcali na ratne brodove. Dne 20. kolovoza, rano ujutro uplovilo je 17 austrijskih ratnih i osam transportnih brodova u hercegnovsku luku. Poslije podne iskrcala se jedna četa graničara i odmah zaposjela utvrdu Španjolu. Po obiteljskom predanju, Mijat je Španjolu osvojio, ne oružjem, nego znanjem i vještinom. Navodno je ranije u njoj bio zatočen i bio mu je poznat podzemni prolaz do Donjeg grada, odakle je sa svojim vojnicima i upao u utvrdu i od Turaka je oslobodio. Sutradan se iskrcao s ratnog broda Austrija i general Rukavina koji je bio svečano dočekan. Molitve blagodarenja su održane u topaljskoj pravoslavnoj crkvi Svetog Spasa i rimokatoličkoj Svetog Jeronima u gradu. Tu četu graničara predvodio je Mijat, koji je poslije zauzeća Španjole produžio u Risan i Kotor, gdje je bila zadnja bitka. Mijat je bio predložen za dobivanje Ordena Marije Terezije, ali je umjesto njega dobio orden Leopoldov, koji je u nekakvoj zabuni dobio netko drugi. Ipak je dobio "majorski dekret" i plemićki naslov. Prijedlog za dodjelu plemićkog naslova i grba daje Moravsko-šlezijska carska kancelarija. Austrijski car Franjo II. dodijelio je plemstvo i grb 1823. godine bojniku Mijatu (Michael) za odlične vojne zasluge. Grb mu je prikazan na lijevoj strani Rodoslova Budisavljevića, a grb Marka B. je s desne strane. Mijat je sudjelovao u 16 ratova i umirovljen je tek u 72. godini života.
Grana bojnika Mijata ističe se upravo nizom viših časnika i generala. Tu granu Budisavljevića, kako u svom pismu navodi Milan Ćirić, zanemario je Leksikografski zavod Miroslav Krleža i Krležina Opća enciklopedija. Također tvrdi da su "razlozi veoma duboki, još od doba Marije Terezije" te da je u to vrijeme "djelomično vršeno nasilno pokatoličavanje pravoslavaca u Austriji". Po očuvanom plemenskom predanju jednoj takvoj ekipi suprotstavio se kod Pećana s puškom u ruci djed bojnika Mijata, Mijat-Bojan Budisavljević, zajedno s dvojicom prijatelja. Austrijske vlasti su taj incident, u kojem je jedan plebanuš izgubio glavu, zataškale, a ekipe za nasilno pokatoličavanje nisu više u taj kraj zalazile. Ipak, to je ostalo zapisano u austrijskim arhivama i zbog toga Mijatov unuk, bojnik Mijat i praunuk general Bude, upravo zato ne dobivaju ni Orden Marije Terezije ni Orden Leopoldov. Prijedorska grana Budisavljevića se tu, krajem 19. i početkom 20. stoljeća, daleko bolje uklapala u postojeće odnose, a njeni najistaknutiji predstavnici, Veliki župan Bude i njegovo potomstvo sve više evoluiraju od Srba u pravoslavce i neki u katolike, dok u Mijatovom potomstvu srpska nacionalna svijest postaje sve jača. Jedan unuk pravoslavnog svećenika Jove poginuo je 1916. na Kajmakčalanu kao srpski dobrovoljac i to je bio dodatni razlog za prešućivanje Mijatove grane.
Mijatov grb ima štit podjeljen na četiri polja: u 1. i 4. plavom polju na zelenoj podlozi leži dvostruka kula iznad koje je zlatna šestokraka zvijezda, u 2. i 3. crvenom polju stoji zlatni lav koji u desnoj šapi drži sablju krivošiju. Lav propet na zadnje noge, koji držu sablju, znak je hrabrosti i spremnosti da brani svoj areal. Kruna je znak čina i dostojanstva.